# Panorama Ziemi Kłodzkiej
Panorama Ziemi Kłodzkiej – miesięcznik regionalny, ukazujący się w nakładzie 5000 egz. Skierowany do turystów i mieszkańców regionu. Prezentuje m.in. ciekawe wydarzenia i miejsca, ciekawych ludzi i ich dokonania; zamieszcza kalendarz nadchodzących imprez. Stara się odpowiedzieć na pytania: co, gdzie, kiedy w regionie kłodzkim. Z założenia ma służyć promocji regionu, w tym promocji regionalnych działań inwestycyjnych.